# 와이 위 파이트
와이 위 파이트(Why We Fight,

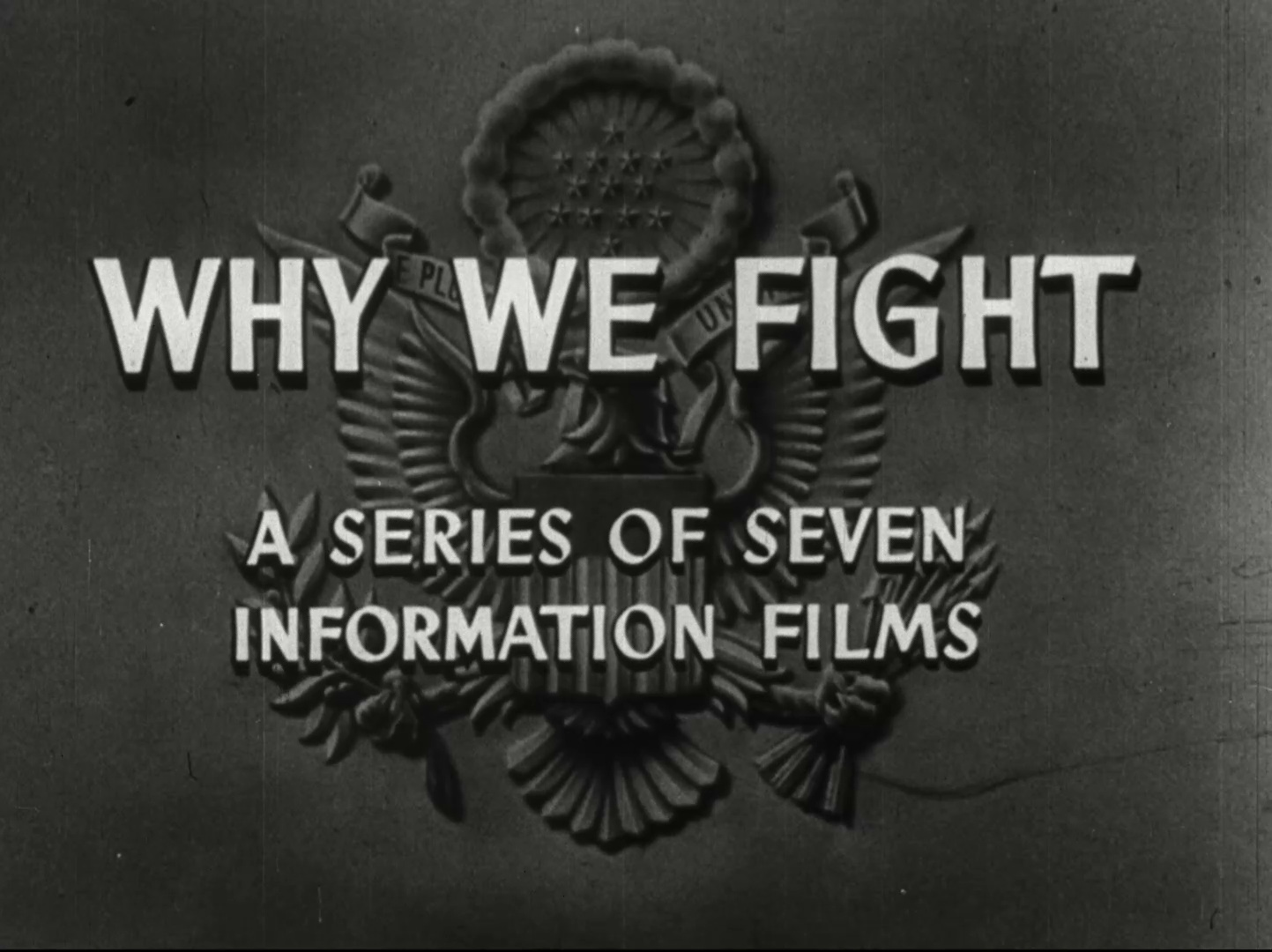

우리가 싸우는 이유)는 제2차 세계 대전 중 1942년부터 1945년까지 미국 전쟁부가 제작한 7편의 선전 영화 시리즈이다. 원래 미국이 전쟁에 참전한 이유를 미군 병사들이 이해할 수 있도록 돕기 위해 각본이 쓰였지만, 프랭클린 루스벨트 미국 대통령은 공개 배포를 명령했다.
아카데미상을 받은 영화감독 프랭크 캐프라(Frank Capra)는 레니 리펜스탈(Leni Riefenstahl)의 1935년 선전 영화 의지의 승리(Triumph of the Will)에 충격을 받았지만 감명을 받고 도전을 받았고 직접적인 대응에 나섰다. 이 시리즈는 개입하지 않는 국가가 전쟁에 참여하고 소련의 동맹국이 되도록 설득하는 등 다양한 도전에 직면했다. 많은 항목에는 연합군을 홍보하기 위해 재구성된 최대 20년 전의 추축국 선전 영상이 포함되어 있다.
주로 윌리엄 혼벡이 편집했지만, 관련 영상이 없을 경우 일부 부분은 "전쟁부 감독 하에" 재연되었다. 애니메이션 부분은 월트 디즈니 프로덕션에서 제작했으며 애니메이션 지도는 추축국이 점령한 영토를 검은색으로 묘사하는 관례를 따랐다.

## 같이 보기
- 전쟁 영화